# Wanda Boniszewska
Compléments
- Religieuse mystique chrétienne portant les stigmates du Christ
- Ordre religieux: sœurs des Anges de Vilnius

Sœur Wanda Boniszewska, née le 20 mai 1907 à Nowa Kamionka près de Nowogródek et morte le 2 mars 2003 à Chylice, souvent surnommée Konwalia (le muguet), est une religieuse polonaise stigmatisée de la congrégation des sœurs des Anges de Vilnius.

## Biographie
Wanda Boniszewska naît le 20 mai 1907 à Nowa Kamionka près de Nowogródek (Pologne). Son grand-père, Michal, est dépouillé de ses biens et de ses terres à Tarków en raison de sa participation à l’insurrection de Novembre. Son père, Franciszek, à peine un an après son mariage, décide de quitter la Pologne et de partir pour l’Amérique, où il entre au séminaire. Sa mère, Helena, naît à Vilnius, où elle se fait baptiser à l’âge de 16 ans, juste avant son mariage avec Franciszek. Wanda fait sa première communion le 31 mai 1918 à l’église Saint Michel à Nowogródek et sa confirmation le 29 octobre 1921. En 1924, elle entre comme novice chez les sœurs des Anges de Vilnius située dans la rue Trocka à Vilnius, une congrégation fondée par l’archevêque Wincenty Kluczyński (pl) en 1887, avec pour but d’aider les prêtres dans leur travail paroissial. La candidature de Wanda est acceptée et, le 6 janvier 1925, elle est admise à l’essai dans la congrégation. Deux ans plus tard, le 2 juillet, elle prononce ses premiers vœux qu’elle renouvelle deux ans plus tard. Le 2 janvier 1933, elle prononce ses vœux définitifs au Calvaire de Vilnius et s'installe à Prycinuch.
En 1946, lorsque toutes les religieuses sont expulsées en Pologne, Wanda décide de rester à Vilnius, ville  lituanienne rattachée à l'Union soviétique après la Seconde Guerre mondiale. Une période de persécutions commence. Pour des raisons politiques, l'abbé Barwicki, chapelain des religieuses, ainsi que l'abbé Ząbek, ami intime de Wanda et son confesseur, sont arrêtés par la milice politique de l'URSS. Le 11 avril, Wanda est arrêtée et accusée d’inculquer aux jeunes les principes de la religion catholique, de se présenter comme une personne douée du pouvoir extraordinaire de communiquer avec la vie d’outre-tombe, d’être un « charlatan religieux » (Wanda avait prédit en effet, dans ses visions mystiques, le sort futur de différentes nations européennes), et finalement de faire partie d’une organisation à caractère anti-soviétique. Quelque temps après, la cour de justice du Ministère de la Sécurité de L’État (MGB) de la République socialiste soviétique de Lituanie prononce son jugement : Wanda est condamnée à 10 ans de prison.
Wanda éprouve de nombreuses souffrances tout au long de son existence. Elle est de nature très maladive. Dès sa plus tendre enfance, elle tombe sans cesse malade parce qu’elle a, selon elle, la capacité de prendre sur elle les maladies des autres. Elle souffre plusieurs fois de pneumonie. En 1944, les religieuses décident de l'envoyer dans un hospice accueillant des malades incurables. Quelques années après, elle est admise à l’hôpital psychiatrique de Chorszowa, qu'elle quitte après une semaine. En 1962, libérée de prison, elle subit une opération d'une tumeur du cerveau. En 1985, elle est fauchée par une voiture et a la hanche cassée. Elle se retrouve à l’hôpital où elle subit une opération de 7 heures et meurt à l’âge de 95 ans.

## Stigmates
Selon ses dires, elle a de nombreuses visions spirituelles du Christ, et accepte de recevoir les stigmates. Les blessures se manifestent d’abord sous la forme de douleurs aux mains et aux pieds. En 1918, elle ressent les premières douleurs tandis que les blessures visibles apparaissent le 7 avril 1934, pendant la confession. Elle les cache néanmoins jusqu’au 2 janvier 1935. En 1980, les stigmates extérieurs disparaissent complètement. 
Ses mémoires ainsi que ses visions mystiques sont scrupuleusement notés dans son journal intime qu’elle commence à écrire en 1935. Wanda y rapporte son séjour en prison stalinienne dans les années 1950-1956. Elle décrit ainsi les interrogatoires violents et les brimades qu’elle subit.

## Film
La vie de Wanda Boniszewska inspire Grzegorz Łoszewski, un scénariste populaire polonais, le film « Stygmatyczka » ("La stigmatisée") qui reconstitue les 6 ans de prison de Wanda en U.R.S.S. Łoszewski, en écrivant son scénario, consulte les mémoires de la religieuse et des documents judiciaires soviétiques et polonais. Il s'entretient également avec les amis de Wanda et des témoins de sa vie : l’archevêque Henryk Gulbinowicz et l'abbé Jan Pryszmont. Le metteur en scène du film est Wojciech Nowak et le rôle de Wanda Boniszewska est joué par Kinga Preis. Le film reçoit le Grand Prix du VIIe Festival des 2 Théâtres de Sopot 2008.

## Sources
1. Ks. Pryszmont Jan, Ukryta Stygmatyczka. Siostra Wanda Boniszewska (1907-2003), Szczecinek, Nasza Przyszłość, 2003.
2. Stelmach Agnieszka, Siostra Wanda Boniszewska i nawróceni oprawcy, [internet] in. : Przymierze z Maryją, no 44, styczeń/luty 2009, accès : <http://www.piotrskarga.pl/ps,2985,16,4042,1,PM,przymierze.html>.